# Полоцький Білоруський хрест
По́лоцький Білору́ський хре́ст (біл. Полацкі Беларускі Крыж) — проєкт білоруського національного ордена доби БНР. Положення щодо ордена розробив полковник Костянтин Єзовітов, ескіз виконав художник Леон Вітан-Дубейковський. 26 січня 1920 року затверджено Радою БНР.
Восени 1919 року в Ризі порушено питання щодо створення національного білоруського ордена. Це питання порушив полковник Костянтин Єзовітов. Уже 21 грудня 1919 року він подав на розгляд надзвичайному послу БНР у країнах Балтії «Положення про Полоцький Білоруський Хрест» — який призначено для вояків і офіцерів. До цього положення долучено фотографію, яка не збереглася. Згідно з положенням, Хрест призначено для нагородження як у воєнний, так і в мирний час.
26 січня 1920 року Рада БНР принципово погоджується з «Положенням» Костянтина Єзовітова.

## Проєкт Єзовітова
Хрест зі п'ятьма ступенями (перша — найвища). Окремі типи для цивільної та військової категорії. Для більшої нагороди за ступенем — новий орден не видавався. Замість цього на верхній стрічці розміщувались шестикінцеві стрічки або п'ятикінцеві зірочки (для військовиків), або повторення форми ордена в мініатюрі (для цивільних). Орденська стрічка горизонтальна національних кольорів біло-червоно-біла.

## Проєкт Дубейковського
Прийняття «Положення» Костянтина Єзовітова супроводжується пропозицією художникові Леону Вітан-Дубейковському розробити на основі проєкту новий ескіз нагороди. У цілому проєкт становив основу знака Хреста Погоні, але скоротив нижнє перехрестя до одного розміру з іншими.
На цей час не знайдено жодного примірника цього ордена, немає і збережених зображень пробного примірника.